# Höhlen von Conventico
Die Höhlen von Conventico sind Höhlen in der Altstadt der spanischen Stadt Melilla, die vom Museum für sakrale Kunst zugänglich sind. Sie sind als Teil des historisch-künstlerischen Komplexes der Stadt ein Kulturgut.

## Geschichte
Zunächst nutzten Phönizier, Römer und Araber die durch Wassereinwirkung entstandenen Höhlen in der Cala de Trápana als Unterschlupf, indem sie ihre Boote in der großen Höhle unterbrachten. Später nutzten sie die Spanier, die im 18. Jahrhundert mehrere Ebenen über den natürlichen Höhlen ausgruben. Sie nutzten die Hohlräume als Lebensmittellager, obwohl die bekannteste Nutzung die Unterbringung der Bevölkerung während der Belagerung von Melilla in den Jahren 1774 bis 1775 war.
Im Jahr 1925, mit dem Bau des Hafen Melilla, wurde die Bucht mit Sand blockiert, wodurch ein Strand entstand. Zwischen 1993 und 1995 wurden der Parabelbogen und die Mauern zur Cala de Trápana errichtet, später wurden auf der dritten Ebene Ziegelgewölbe errichtet und die darüber liegenden Straßen Miguel Acosta und Concepción wegen der Einsturzgefahr gepflastert besuchbar anlässlich des 500. Jahrestages der spanischen Besetzung von Melilla mit der Installation von Holzpflastern. Zwischen 1998 und 2000 wurde die erste Ebene abgestützt und verstärkt, alle Ebenen wurden miteinander verbunden, Toiletten und eine Kläranlage wurden unter der Treppe, die nach Trápana führt, gebaut.

## Beschreibung
Die Höhlen bestehen aus einem riesigen offenen Hohlraum, der durch einen parabolischen Bogen aus Stein und Ziegeln ummauert ist. Im Inneren gibt es drei miteinander verbundene Ebenen. Die erste wurde als Kirche genutzt, das zweite besteht aus einer Reihe miteinander verbundener Räume mit Fenstern nach außen, und die dritte verfügt über kleinere und niedrigere Räume.